# Euphorbia gradyi
Euphorbia gradyi es una especie fanerógama perteneciente a la familia de las euforbiáceas.  Es originaria de México.

## Taxonomía
Euphorbia gradyi fue descrita por V.W.Steinm. & Ram.-Roa y publicado en Haseltonia 6: 102. 1999.
Etimología
Euphorbia: nombre genérico que deriva del médico griego del rey Juba II de Mauritania (52 a 50 a. C. - 23), Euphorbus, en su honor – o en alusión a su gran vientre –  ya que usaba médicamente Euphorbia resinifera. En 1753 Carlos Linneo asignó el nombre a todo el género.
gradyi: epíteto otorgado  en honor del botánico estadounidense especialista en las euforbiáceas Grady Linder Webster (1927 - 2005), quien descubrió la especie.